# Scatman John
Scatman John, született John Paul Larkin (El Monte, 1942. március 13. – Los Angeles, 1999. december 3.) amerikai dzsessz-zenész, aki valószínűleg elsőként ötvözte a scattelést a dance-szel. Legismertebb slágere az 1994-es „Scatman (Ski-Ba-Bop-Ba-Dop-Bop)”.
Minthogy dadogott, egyszer ezt vallotta: „A scattelés által a legnagyobb fogyatékosságomból a legnagyobb erényemet kovácsolom”. Világszerte több millió felvételt adott el, Legjobb új előadó nevezést kapott az Echo Awardson Japánban és Németországban. A dadogó közösségért tett kiváló szolgálataiért az American Speech-Language Hearing Association (ASHA) Annie Glenn-díjjal jutalmazta, valamint az amerikai National Stuttering Association hírességei között tartja számon.

## Életút
A kaliforniai El Montéban született. Súlyosan dadogott, amióta csak beszélni tudott, ami gyerekkorában érzelmileg súlyosan kihatott rá. Még 1995-ben, a sikere csúcspontján is újságírók állítása szerint interjúk közben „alig fejez be mondatot anélkül, hogy ne ismételné meg a végét legalább hat-hét alkalommal.” Tizenkét éves korában kezdett zongorázni tanulni, a scat-éneklés fortélyaival tizennégy évesen ismerkedett meg, többek között Ella Fitzgerald és Louis Armstrong felvételein keresztül. A zongora szolgáltatta a művészi megnyilvánulás lehetőségét számára, a beszédhibáját mintegy kompenzálandó. Egy 1996-os nyilatkozatában megjegyzi: „A zongorajáték egyfajta beszédet tett lehetővé számomra… A zongora mögé bújtam a beszédtől való félelmemben”. Hivatásos dzsessz-zongoristaként tűnt fel az 1970-es és '80-as években a Los Angeles környékbeli dzsesszklubokban. 1986-ban kiadta John Larkin című egyéni albumát, amelyből igen csekély számú példány kelt el. Állítása szerint neki „otthon több száz példány hever a budoárban”. Ez időben az alkoholizmus és a drogfüggőség beleszólt az életébe, de amikor egy ugyancsak drogproblémákkal küzdő zenészbarátja, Joe Farrel 1986-ban csontrákban meghalt, Larkin elhatározta, hogy változtat szokásain. Ebben nagy segítséget jelentett számára új felesége, Judy, aki ugyancsak az alkoholizmusból lábalt ki. „Tehetséges vagy” – mondta a felesége egy alkalommal. „Majd kezdek veled valamit.”

### „Scatman John” születése
1990-ben a zenész Berlinbe költözött, szakmai siker reményében. Látván az ottani lelkes jazz-életet, elkezdett koncertezni. Itt határozza el, hogy az éneklést is kipróbálja műsoraiban, miután egyszer az „On the Sunny Side of the Street” című dzsessz-sztenderd előadása után állótaps fogadja. Nemsokára a dán Iceberg Records ügynöke, Manfred Zähringer gondolt arra, hogy a scat éneklést kombinálni lehetne olyan mai modern műfajokkal, mint a dance és a hiphop. Larkin eleinte vonakodott az ötlettől, de a hamburgi BMG nyitott volt erre. Tartott attól is, hogy rájönnek az emberek arra, hogy dadog, így  hallgatott neje javaslatára, miszerint beszéljen róla nyíltan a zenéjében. Felvette az első szólólemezét, a Scatman (Ski-Ba-Bop-Ba-Dop-Bop)-ot, melynek célja a dadogós gyerekek megihletése és bátorítása volt. (A felvétel az 1995-ös első, Scatman’s World című albumán is megjelent). Megszületett hát egy új figura: a kalapos, bajuszos krapek, „Scatman” John.

### Nemzetközi siker
1995-ben, ötvenkét évesen Larkin világhírűnek mondhatta magát. A bemutatkozó kislemeze eleinte lassan fogyott, de számos országban fokozatosan első helyre került, és több mint hatmillió példányt ért el világszerte. A Scatman (Ski-Ba-Bop-Ba-Dop-Bop), ami az európai toplistákon igen magas helyen volt, a legjobban keresett, és legismertebb dala. 
Ezt követte a Scatman’s World, amelyik tizedik helyezést kapott az Egyesült Királyságokbeli kislemez-toplistán, ami csekélyebb, de még mindig számottevő sikert jelentett egymilliós eladott példányszámával, és magas európai toplista-helyezéseivel. E két kislemez sikerét követően kiadta bemutatkozó nagylemezét, ugyancsak Scatman’s World címmel, ami belekerült a tíz legjobb nagylemez-kategóriába sok országban, ezek között az akkori hazájában, Németországban, továbbá Svájcban, Finnországban, valamint Norvégiában.  Európai és ázsiai koncertkörútra indul, amiről ekképpen vall:  „Egy spanyolországi fellépésemkor a gyerekek öt percig sikoltottak egyhuzamban, meg se tudtam kezdeni a dalt”

### A "Scatman’s World" után
A második Scatman John-album, az Everybody Jam! 1996-ban jelent meg. Míg ez utóbbival nem aratott a bemutatkozó albumához fogható sikert, a lemez és a kísérő single Japánban nagyobb népszerűségnek örvendett, mint bárhol máshol a világon; olyannyira, hogy Scatman-babákat gyártottak, telefonkártyákon jelent meg, és kólásdobozokon. Az album japán verzióján szerepelt még öt dal (ún. bonus-track), ezek között a Su Su Su Super Kirei és a Pripri Scat c. slágerek, melyeket japán reklámcégek felhasználtak. Az ott népszerű  Ultraman-franchise eljutott a Scatman-csapathoz is, kiadták a Scatultraman zeneszámot, amelynek borítóján Ultraman-hősök vannak kalapban és bajusszal.

### Utolsó évek
1999-ben Larkin kiadta a harmadik, egyben utolsó albumát, a Take Your Time-ot. Később napvilágra került, hogy már az előző év végétől szenvedett rossz egészségi állapota miatt. Tovább dolgozott az albumon, a kapott tanácsok ellenére, melyek szerint vegye lazábban a munkáját. Később tüdőrákkal diagnosztizálták, nemsokára fekvőbeteg lett. Mindvégig bizakodóan viselkedett, és ezt nyilatkozta: „Bármit akarjon is  velem a Fennvaló, elfogadom… A legjobb életem volt. Részem volt a  szép(ség)ben.”
Los Angeles-i otthonában hunyt el, 1999. december 3-án. Hamvait egy Malibu közelében levő tóba szórták.

## Diszkográfia
Scatman John: Ski Ba Bop Ba Dop Bop  c. dalának intrója:

### Nagylemezek
- John Larkin (1986) – nincs kereskedelmi forgalomban
- Scatman’s World (1995)
- Everybody Jam! (1996)
- Take Your Time (1999)

### Válogatásalbumok
- Listen to the Scatman (2001)
- The Best of Scatman John (2002) – csak Japánban

### Kislemezek
- Scatman (Ski-Ba-Bop-Ba-Dop-Bop) (1994)
- Scatman’s World (1995)
- Song of Scatland (1995)
- Only You (1995)
- Scat Paradise EP (1995)
- Su Su Su Super Ki Rei (1996)
- Pripri Scat (1996)
- Everybody Jam! (1996)
- Let It Go (1996)
- Scatmambo (1998)
- The Chickadee Song (1999)

## Fordítás
Ez a szócikk részben vagy egészben a Scatman John című angol Wikipédia-szócikk ezen változatának fordításán alapul.  Az eredeti cikk szerkesztőit annak laptörténete sorolja fel. Ez a jelzés csupán a megfogalmazás eredetét és a szerzői jogokat jelzi, nem szolgál a cikkben szereplő információk forrásmegjelöléseként.